# Clinton (Illinois)
Clinton és una població dels Estats Units a l'estat d'Illinois. Segons el cens del 2000 tenia 7.485 habitants.

## Demografia
Segons el cens del 2000, Clinton tenia 7.485 habitants, 3.157 habitatges, i 2.001 famílies. La densitat de població era de 1.090,6 habitants/km².
Dels 3.157 habitatges en un 30,1% hi vivien nens de menys de 18 anys, en un 48,9% hi vivien parelles casades, en un 10,7% dones solteres, i en un 36,6% no eren unitats familiars. En el 32,5% dels habitatges hi vivien persones soles el 15% de les quals corresponia a persones de 65 anys o més que vivien soles. El nombre mitjà de persones vivint en cada habitatge era de 2,34 i el nombre mitjà de persones que vivien en cada família era de 2,97.
Per edats la població es repartia de la següent manera: un 25,3% tenia menys de 18 anys, un 8,5% entre 18 i 24, un 28,9% entre 25 i 44, un 21,5% de 45 a 60 i un 15,8% 65 anys o més.
L'edat mediana era de 37 anys. Per cada 100 dones de 18 o més anys hi havia 89,1 homes.
La renda mediana per habitatge era de 36.279 $ i la renda mediana per família de 48.024 $. Els homes tenien una renda mediana de 34.777 $ mentre que les dones 22.296 $. La renda per capita de la població era de 18.729 $. Aproximadament el 7,8% de les famílies i el 10,8% de la població estaven per davall del llindar de pobresa.

## Poblacions més properes
El següent diagrama mostra les poblacions més properes.